# Эсватини на летних Олимпийских играх 2020
Королевство Эсватини на летних Олимпийских играх 2020 года, прошедших в 2021 году в связи с принятым Международным олимпийским комитетом решением из-за пандемии COVID-19, было представлено 4 спортсменами в 3 видах спорта.
Эти летние Игры стали 11-ми в истории участия в них представителей государства и первыми после его переименования — в предыдущие разы делегация именовалась Королевством Свазиленд.
Знаменосцами на церемонии открытия Олимпиады стали пловчиха Робин Янг и боксёр Табисо Дламини.
По итогам Игр спортсмены Эсватини не смогли завоевать ни одной медали.

## Состав сборной
Бокс
1. Табисо Дламини[англ.]

 Лёгкая атлетика
1. Сибусисо Маценджва[англ.]

 Плавание
1. Симанга Дламини[англ.]
2. Робин Янг[англ.]

## Результаты соревнований

### Бокс
Решением Трёхсторонней комиссии для участия в боксёрских соревнованиях был приглашён Табисо Дламини.
| Спортсмен      | Категория | 1/16 финала        | 1/8 финала           | Четвертьфинал        | Полуфинал            | Финал                | Место                |
| Спортсмен      | Категория | Соперник Результат | Соперник Результат   | Соперник Результат   | Соперник Результат   | Соперник Результат   | Место                |
| -------------- | --------- | ------------------ | -------------------- | -------------------- | -------------------- | -------------------- | -------------------- |
| Табисо Дламини | до 69 кг  | CMRА. Менге П TKO  | завершил выступление | завершил выступление | завершил выступление | завершил выступление | завершил выступление |

### Водные виды спорта

#### Плавание
Королевство Эсватини получило два универсальных места (по одному — для мужчин и женщин) для участия своих спортсменов в соревнованиях по плаванию на Играх в Токио.
| Спортсмен       | Дистанция           | Предварительный раунд | Предварительный раунд | Предварительный раунд | Полуфинал            | Полуфинал            | Полуфинал            | Финал                | Финал                |
| Спортсмен       | Дистанция           | Заплыв                | Результат             | Место                 | Заплыв               | Результат            | Место                | Результат            | Место                |
| --------------- | ------------------- | --------------------- | --------------------- | --------------------- | -------------------- | -------------------- | -------------------- | -------------------- | -------------------- |
| Симанга Дламини | 50 м вольным стилем | 3                     | 26,94                 | 63                    | завершил выступление | завершил выступление | завершил выступление | завершил выступление | завершил выступление |

| Спортсмен | Дистанция           | Предварительный раунд | Предварительный раунд | Предварительный раунд | Полуфинал             | Полуфинал             | Полуфинал             | Финал                 | Финал                 |
| Спортсмен | Дистанция           | Заплыв                | Результат             | Место                 | Заплыв                | Результат             | Место                 | Результат             | Место                 |
| --------- | ------------------- | --------------------- | --------------------- | --------------------- | --------------------- | --------------------- | --------------------- | --------------------- | --------------------- |
| Робин Янг | 50 м вольным стилем | 3                     | 30,41                 | 70                    | завершила выступление | завершила выступление | завершила выступление | завершила выступление | завершила выступление |

### Лёгкая атлетика
Делегации Эсватини была выделена одна универсальная квота для участия спортсмена в соревнованиях по лёгкой атлетике. Сибусисо Маценджва представил страну в беге на дистанции 200 метров: в своём предварительном забеге он стал 2-м, установив при этом национальный рекорд. В полуфинале вновь обновил рекорд страны, однако стал лишь 5-м в забеге и не смог пробиться в финал.
| Спортсмен          | Дисциплина   | Предварительный раунд | Предварительный раунд | Предварительный раунд | Полуфинал | Полуфинал | Полуфинал | Финал                | Финал                |
| Спортсмен          | Дисциплина   | Забег                 | Время                 | Место                 | Забег     | Время     | Место     | Время                | Место                |
| ------------------ | ------------ | --------------------- | --------------------- | --------------------- | --------- | --------- | --------- | -------------------- | -------------------- |
| Сибусисо Маценджва | бег на 200 м | 7                     | 20,34                 | 2                     | 3         | 20,22     | 5         | завершил выступление | завершил выступление |